# Motor Lublin (piłka nożna) w sezonie 1963/1964
Sezon 1963/1964 był dla Motoru Lublin 11. sezonem na trzecim szczeblu ligowym. W dwudziestu rozegranych spotkaniach, Motor zdobył 34 punkty i zajął pierwsze miejsce w tabeli. Trenerem zespołu był Leon Kozłowski.

## Liga okręgowa
Po raz drugi w swojej historii Motor został mistrzem lubelskiej ligi okręgowej, dzięki zwycięstwu 2:0 nad Tomasovią w ostatniej, 22. kolejce i wziął udział w walce o awans do II ligi w grupie barażowej wraz z Warmią Olsztyn, Włókniarzem Łódź, Mazurem Ełk oraz Warszawianką. Na osiem rozegranych spotkań Motor wygrał siedem i jedno zremisował, co dawało drużynie awans na zaplecze ekstraklasy, jednak dwa mecze z Włókniarzem i Warmią zostały zweryfikowane jako walkower dla przeciwników, ze względu na grę nieuprawnionego zawodnika Romana Grudzińskiego. W efekcie Motor zajął drugie miejsce ze stratą jednego punktu do olsztyńskiej Warmii. Po zakończeniu sezonu z funkcji trenera zrezygnował Leon Kozłowski.

## Mecze ligowe w sezonie 1963/1964
| Data                 | Przeciwnik                  | D/W | Miejsce                   | Wynik M/P | Strzelcy                                                                                 | Źródło        |
| -------------------- | --------------------------- | --- | ------------------------- | --------- | ---------------------------------------------------------------------------------------- | ------------- |
|                      |                             |     |                           |           |                                                                                          |               |
| RUNDA JESIENNA       |                             |     |                           |           |                                                                                          |               |
|                      |                             |     |                           |           |                                                                                          |               |
| 31 sierpnia 1963     | Avia Świdnik                | D   | Stadion przy ul. Kresowej | 1:2       | Jezierski ?'                                                                             | [ 4 ] [ 5 ]   |
| 9 września 1963      | Stal Kraśnik                | D   | Stadion przy ul. Kresowej | 0:3       |                                                                                          | [ 6 ]         |
| 21 września 1963     | Łada Biłgoraj               | D   | Stadion przy ul. Kresowej | 5:3       | Rybczyński ?', ?', B. Pieszek ?' (k), Lackstein ?', Sokołowski ?'                        | [ 7 ] [ 8 ]   |
| 5 października 1963  | Start Krasnystaw            | D   | Stadion przy ul. Kresowej | 5:2       | Świerk ?', ?', Sokołowski ?', Rybczyński ?', Gajda ?'                                    | [ 9 ] [ 10 ]  |
| 16 października 1963 | Gwardia Chełm               | W   | Chełm                     | 0:0       |                                                                                          | [ 11 ]        |
| 27 października 1963 | Wisła Puławy                | W   | Puławy                    | 0:0       |                                                                                          | [ 12 ]        |
| 30 października 1963 | Lublinianka II              | W   | Stadion Lublinianki       | 3:0       | Świerk ?', ?', ?'                                                                        | [ 13 ]        |
| 3 listopada 1963     | Orlęta Łuków                | D   | Stadion przy ul. Kresowej | 3:0       | Jezierski ?', ?', Rybczyński ?'                                                          | [ 14 ] [ 15 ] |
| 6 listopada 1963     | Ruch Izbica                 | W   | Izbica                    | 4:0       | brak danych                                                                              | [ 16 ]        |
| 10 listopada 1963    | Tomasovia Tomaszów Lubelski | W   | Tomaszów Lubelski         | 2:0       | Rybczyński 16', 38'                                                                      | [ 17 ] [ 18 ] |
| 24 listopada 1963    | Hetman Zamość               | D   | Stadion przy ul. Kresowej | 11:0      | Świerk ?', ?', ?', ?', ?', Sokołowski ?', ?', ?', Lackstein ?', Rybczyński ?', Widera ?' | [ 19 ]        |
|                      |                             |     |                           |           |                                                                                          |               |
| RUNDA WIOSENNA       |                             |     |                           |           |                                                                                          |               |
|                      |                             |     |                           |           |                                                                                          |               |
| 5 kwietnia 1964      | Stal Kraśnik                | W   | Kraśnik                   | 0:0       |                                                                                          | [ 20 ]        |
| 12 kwietnia 1964     | Avia Świdnik                | W   | Świdnik                   | 1:2       | Rybczyński 61'                                                                           | [ 21 ]        |
| 19 kwietnia 1964     | Gwardia Chełm               | D   | Stadion przy ul. Kresowej | 6:0       | Rybczyński 26', 51', Widera 31', Sokołowski 41', 50', 71'                                | [ 22 ] [ 23 ] |
| 25 kwietnia 1964     | Łada Biłgoraj               | W   | Biłgoraj                  | 0:0       |                                                                                          | [ 24 ]        |
| 3 maja 1964          | Ruch Izbica                 | D   | Stadion przy ul. Kresowej | 4:0       | Jezierski ?', Rybczyński ?', B. Pieszek ?', Lackstein ?'                                 | [ 25 ]        |
| 10 maja 1964         | Start Krasnystaw            | W   | Krasnystaw                | 5:0       | brak danych                                                                              | [ 26 ]        |
| 14 maja 1964         | Lublinianka II              | D   | Stadion przy ul. Kresowej | 6:0       | Widera ?', ?', Dąblewski ?', ?', Jezierski ?', Lackstein ?', B. Pieszek ?'               | [ 27 ]        |
| 17 maja 1964         | Hetman Zamość               | W   | Zamość                    | 1:0       | Sokołowski 54'                                                                           | [ 28 ] [ 29 ] |
| 24 maja 1964         | Wisła Puławy                | D   | Stadion przy ul. Kresowej | 7:0       | Sokołowski ?', ?', ?', Rybczyński ?', ?', Lackstein ?', B. Pieszek ?'                    | [ 30 ]        |
| 28 maja 1964         | Orlęta Łuków                | W   | Łuków                     | 3:0       | brak danych                                                                              | [ 31 ]        |
| 31 maja 1964         | Tomasovia Tomaszów Lubelski | D   | Stadion przy ul. Kresowej | 2:0       | Sokołowski 65', Świerk 72'                                                               | [ 32 ] [ 33 ] |

### Tabela lubelskiej ligi okręgowej
| Poz | Klub                        | M  | Pkt | Bz | Bs |
| --- | --------------------------- | -- | --- | -- | -- |
| 1.  | Motor Lublin                | 22 | 34  | 69 | 12 |
| 2.  | Avia Świdnik                | 22 | 33  | 61 | 20 |
| 3.  | Stal Kraśnik                | 22 | 30  | 49 | 17 |
| 4.  | Tomasovia Tomaszów Lubelski | 22 | 25  | 30 | 22 |
| 5.  | Wisła Puławy                | 22 | 24  | 35 | 31 |
| 6.  | Hetman Zamość               | 22 | 23  | 33 | 32 |
| 7.  | Lublinianka II              | 22 | 21  | 42 | 50 |
| 8.  | Gwardia Chełm               | 22 | 17  | 21 | 39 |
| 9.  | Łada Biłgoraj               | 22 | 16  | 27 | 38 |
| 10. | Ruch Izbica                 | 22 | 15  | 29 | 65 |
| 11. | Start Krasnystaw            | 22 | 14  | 21 | 48 |
| 12. | Orlęta Łuków                | 22 | 12  | 24 | 64 |

Poz – pozycja, M – rozegrane mecze, Pkt – punkty, Bz – bramki zdobyte, Bs – bramki stracone

## Runda finałowa o awans II ligi
| Data            | Przeciwnik     | D/W | Miejsce                   | Wynik M/P | Strzelcy                                                                       | Widzów  | Źródło        |
| --------------- | -------------- | --- | ------------------------- | --------- | ------------------------------------------------------------------------------ | ------- | ------------- |
| 14 czerwca 1964 | Włókniarz Łódź | W   | Łódź                      | 1:0       | Lackstein 83'                                                                  | 12 tys. | [ 34 ] [ 35 ] |
| 21 czerwca 1964 | Warszawianka   | D   | Stadion przy ul. Kresowej | 1:0       | Lackstein 52'                                                                  | 12 tys. | [ 36 ] [ 37 ] |
| 1 lipca 1964    | Mazur Ełk      | W   | Ełk                       | 0:0       |                                                                                |         | [ 38 ]        |
| 5 lipca 1964    | Warmia Olsztyn | D   | Stadion przy ul. Kresowej | 4:2       | Sokołowski 2', 41', B. Pieszek 49', Grudziński 65'                             | 12 tys. | [ 39 ] [ 40 ] |
| 11 lipca 1964   | Włókniarz Łódź | D   | Stadion przy ul. Kresowej | 4:1       | Grudziński 17', Sokołowski 63', 71', B. Pieszek 80'                            |         | [ 41 ]        |
| 18 lipca 1964   | Warszawianka   | W   | Warszawa                  | 9:1       | Sokołowski 4', 37', 43', 71', 79', Widera 85', 87', Szafrański 83', Świerk 89' | 3 tys.  | [ 42 ] [ 43 ] |
| 25 lipca 1964   | Mazur Ełk      | D   | Stadion przy ul. Kresowej | 2:0       | Sokołowski 67', 71'                                                            | 10 tys. | [ 44 ]        |
| 2 sierpnia 1964 | Warmia Olsztyn | W   | Olsztyn                   | 2:1       | Rybczyński 15', Świerk 49'                                                     |         | [ 45 ]        |

### Tabela rundy finałowej
| Poz | Klub           | M | Pkt | Bz | Bs |
| --- | -------------- | - | --- | -- | -- |
| 1.  | Warmia Olsztyn | 8 | 12  | 17 | 5  |
| 2.  | Motor Lublin   | 8 | 11  | 15 | 8  |
| 3.  | Włókniarz Łódź | 8 | 7   | 11 | 10 |
| 4.  | Mazur Ełk      | 8 | 5   | 6  | 11 |
| 5.  | Warszawianka   | 8 | 3   | 6  | 21 |

Poz – pozycja, M – rozegrane mecze, Pkt – punkty, Bz – bramki zdobyte, Bs – bramki stracone

## Puchar Polski na szczeblu centralnym
| Data                 | Runda | Przeciwnik     | D/W | Miejsce                   | Wynik M/P | Strzelcy                                                            | Źródło |
| -------------------- | ----- | -------------- | --- | ------------------------- | --------- | ------------------------------------------------------------------- | ------ |
| 29 września 1963     | I     | Wisłoka Dębica | D   | Stadion przy ul. Kresowej | 5:0       | Rybczyński ?', Świerk ?', Lackstein ?', Dąblewski ?', Sokołowski ?' | [ 46 ] |
| 12 października 1963 | II    | Wawel Kraków   | D   | Stadion przy ul. Kresowej | 2:0       |                                                                     | [ 47 ] |
| 17 listopada 1963    | 1/16  | Polonia Bytom  | D   | Stadion przy ul. Kresowej | 1:3       | Świerk 71' (k)                                                      | [ 48 ] |